# Robert Buser
Robert Buser est un botaniste suisse, né le 6 octobre 1857 à Aarau et mort le 29 mars 1931 à Genève.

## Biographie
Il étudie à l’université de Zurich en 1877. De 1884 à 1924, il est le conservateur des herbiers d’Alphonse Louis Pierre Pyrame de Candolle à Genève. En 1897, à l'âge de quarante ans, il épouse Charlotte Henriette Adèle Testuz. Vers la fin de sa vie, il est atteint de cécité.
Il s'intéresse particulièrement aux alchémilles dont il décrit plusieurs nouvelles espèces. En plus du genre Alchemilla, il a travaillé sur divers genres dont Potentilla, Rosa, Androsace, Campanula et Salix. Il est l'auteur d'un supplément à Flora orientalis de Pierre Edmond Boissier.
Un genre appartenant à la famille des Rubiacées lui a été dédié : Buseria.